# Головацький Іван Дмитрович

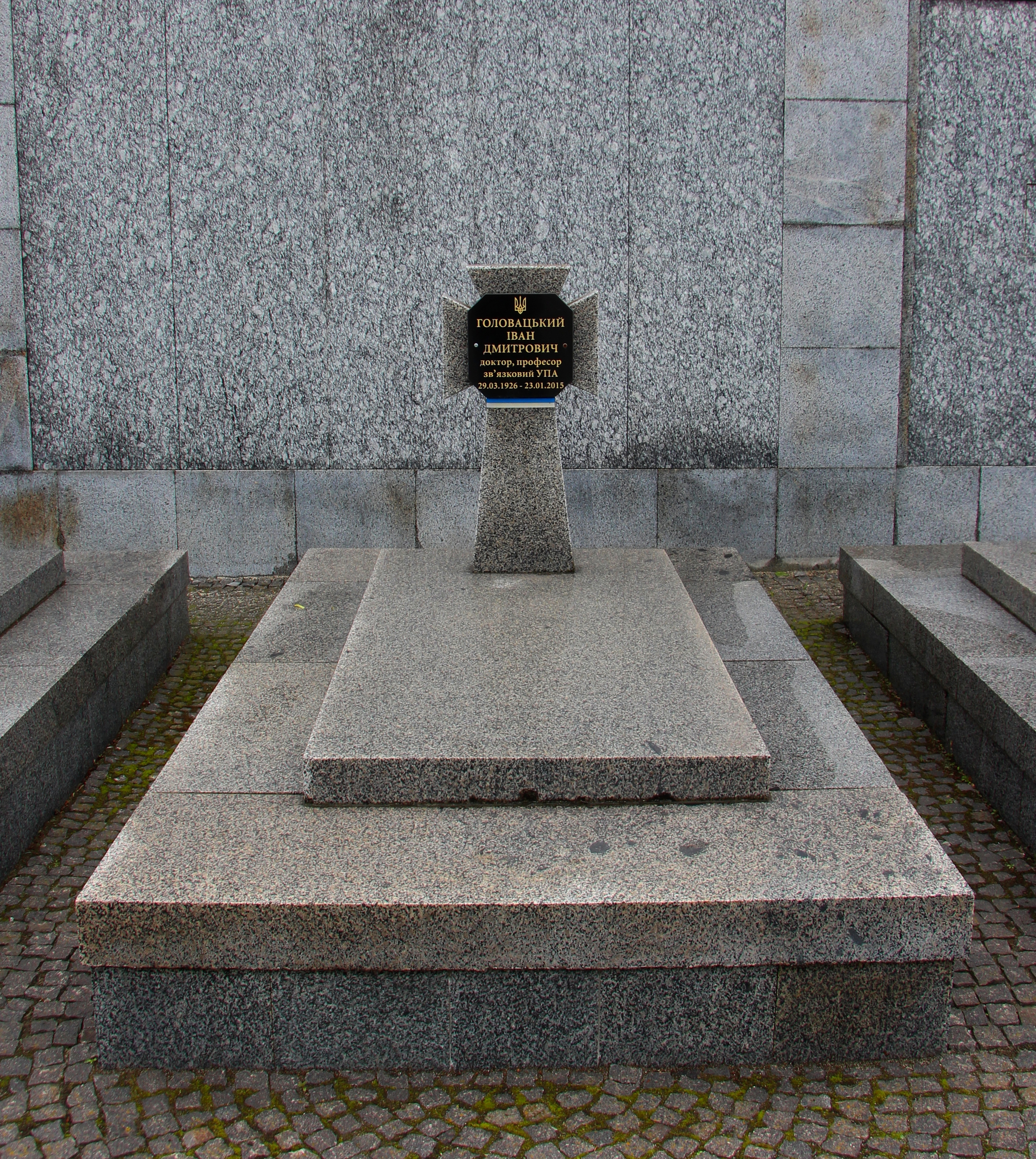

Іва́н Дми́трович Голова́цький  (нар. 29 березня 1926 — пом. 23 січня 2015) — доктор біологічних наук, професор, почесний професор університету і Українського біохімічного товариства, дійсний член НТШ, академік АН ВШ України, голова Всеукраїнського наукового та професійного товариства ім. М. Міхновського, голова інтелектуально-мистецького об'єднання «Трипілля», член Спілки офіцерів України, член Правління Національної спілки краєзнавців України, голова Громадської ради Музею визвольної боротьби України.

## Біографія
Іван Дмитрович Головацький народився 29 березня 1926 року в с. Чортовець Городенківського повіту Станіславського воєводства у селянській родині. 
У 1941 році закінчив сільську неповну середню школу, після чого навчався в Коломийській гімназії, а згодом — у Коломийському педагогічному училищі. Вже тоді зазнав переслідування органами держбезпеки, був заарештований і майже пів року перебував під слідством (грудень 1944 — травень 1945 р.).
Восени 1945 року переїхав до Львова, навчався у Львівському педагогічному училищі № 2, яке закінчив у 1946 році і одразу вступив до Львівського державного ветеринарного інституту, яке закінчив з відзнако у 1951 році.

### Наукова кар'єра
Науковою роботою почав займатися ще під час навчання в інституті на запрошення проф. Вацлава Морачевського. Як відмінника навчання його залишили в інституті для навчання в аспірантурі, якою керував відомий український вчений, член-кореспондент АН УРСР, проф. С. Ґжицький.
Кандидатську дисертацію захистив у липні 1954 року, і був призначений асистентом кафедри. Наукові дослідження 1957—1961 рр. дали можливість сформувати новий напрям у вивченні біохімії обміну вуглеводів, згодом опублікувати монографію «Обмін вуглеводів у сільськогосподарських тварин». У 1963 році захистив докторську дисертацію, а через два роки йому присвоєно звання професора біохімії.
Іван Головацький був членом Центральної ради Українського біохімічного товариства при АН УРСР (1965), брав участь у світових конгресах з біохемії (1961) та онкології (1962 та 1966). Протягом 1967—1971 рр був проректором з наукової роботи Львівського зооветеринарного інституту, заступник голови Спецради із захисту докторських дисертацій при інституті. 1969—1991 рр — член Центральної ради Всесоюзного біохімічного товариства, а з 1978 р. — член Президії цієї ради. У 1966—1991 — член Наукової ради з проблем біохімії тварин і людини АН СРСР, де був на посаді голови секції. З 1969—1989 рр — голова Львівського відділення Українського біохімічного товариства.
Наукова кар'єра вченого перервалась політичними переслідуваннями. З 1982 р. за родинні зв'язки із «неблагонадійними людьми» він був звільнений з посади завідувача кафедри Львівського зооветеринарного інституту без права працювати в навчальних закладах.
Однак колеги звернулись з поданням до Президії АН УРСР із проханням надати І. Головацькому можливість продовжити наукову роботу у Львівському відділенні Інституту біохімії ім. О. В. Палладіна АН УРСР. Для цього тут був створений відділ регуляції обміну вуглеводів, і І. Головацький зміг зайнятися своєю улюбленою справою у науковому напрямку, близькому до попередніх розробок, хоч і дещо відмінному від них.
У грудні 1989 р. вченого запрошено на Львівського зооветеринарного інституту на посаду завідувача кафедри біологічної, органічної та неорганічної хімії. Того ж року почався новий період у громадсько-політичній діяльності І. Головацького. З 1989 р. він — голова Комісії з біохімії відновленого наукового товариства ім. Шевченка. З 1992 р. обраний дійсним членом НТШ. Він також член правління Всеукраїнської спілки краєзнавців (1993), голова Львівського відділення Всеукраїнського наукового професійного товариства ім. М. Міхновського (1995), редактор відділу «Біологія» «Енциклопедії сучасної України» (1995), член колегії Львівської обласної організації Українського товариства охорони пам'яток історії та культури (1995), голова Громадського комітету сприяння національному відродженню Львівської облдержадміністрації (1996), голова Доброчинного громадського фонду ім. князя Осьмомисла (1996), член Всеукраїнського братства ветеранів ОУН-УПА (1997), член комітету з військових поховань Львівської міської ради (1997), член спілки офіцерів України (1997), член ради Всеукраїнського об'єднання ветеранів (2003) та ін. Одночасно І. Головацький регулярно брав участь у регіональних, всеукраїнських і міжнародних семінарах, конференціях, зустрічах і походах, присвяченим важливим подіям у національному відродженні і відновленні історичної пам'яті українського народу. Зокрема, був головою громадських комітетів зі створення стрілецьких меморіалів на горі Маківці і під Лисовичами, а також заснування у Львові музею «Визвольної боротьби України».
У 2004 р. ініціював включення у програму ЮНЕСКО проведення міжнародного відзначення 150 роковин українського біохіміка і громадсько-політичного діяча Івана Горбачевського. У зв'язку з цим він виступав з доповідями на урочистих конференціях, присвяченим І. Горбачевському в Карловому університеті (Прага) та на спільному засіданні НАН України та Українського біохімічного товариства у Києві.
Помер Іван Дмитрович 23 січня 2015 року та 27 січня похований на Личаківському цвинтарі у Львові.

### Наукові праці
І. Головацький написав чимало монографій. З поміж них Іван Горбачевський (1854—1942): життєписно-бібліографічний нарис" (1998); «Василь Дідушок: полковник, отаман, хроніка життя і діяльності (1889—1937» (1998); «Іван Раковський (1874—1949): життєво-бібліографічний нарис» (2004); «Іван Горбачевський: наукові праці, документи і матеріали» (2005); «Віхи української історії: події, публіцистика, імена» (2006); «Наукові праці, документи, матеріали» (2007); «Від давнини до сучасності. Матеріали періодичних публікацій, події, публіцистика, імена, спогади» (2008).

### Нагороди
- Почесна грамота Президії АН УРСР (1986);
- орден «За мужність» (1999);
- Подяка Президента України (1999);
- Почесна грамота Львівської облдержадміністрації (2002);
- Грамота Командувача військами Західного оперативного командування (2002);
- Почесними грамотами та ювілейною відзнакою Всеукраїнського братства ОУН-УПА (2002);
- орден «За заслуги» (2007) та іншими нагородами.

### Науковий внесок
З його іменем пов'язані дослідження процесів метаболізму вуглеводів і нуклеотидів. Учений створив наукову школу, дослідженнями якої встановлені співвідношення напрямів шляхів обміну вуглеводів у тварин. Ця школа також здійснила фундаментальні дослідження пентозофосфатного шляху обміну вуглеводів та його взаємозв'язку з гліколізом. Значну увагу було також присвячено питанням клінічної біохімії тварин і людини, зокрема під час злоякісного росту.